# Dédiazonation
La dédiazonation est une réaction chimique consistant en la réduction de sels d'aryldiazonium, où la fonction diazonium est finalement par devl'hydrogène. On utilise entre autres comme réducteur l'acide hypophosphoreux (H3PO2), l'éthanol, le diméthylformamide, le 1,4-dioxane, ou le tétrahydrofurane.
Lorsqu'on utilise les éther-oxydes comme solvant et réducteur, cette réaction est appelée réduction de Meerwein.

Mécanisme de réaction de la réduction du Meerwein. Les flèches en pointillés représentent les amorçages radicalaires possibles.